# 13e étape du Tour d'Italie 2007
La 13e étape du Tour d'Italie 2007 a eu lieu le 26 mai. Le parcours de 13 kilomètres relie Biella à Oropa. Il s'agit d'un contre-la-montre en côte.

## Profil
1. Profil étape : giroditalia2007.gazzetta.it
2. Profil 3D : giroditalia2007.gazzetta.it

- Source : La Gazzeta Dello Sport

## Classement de l'étape
| \| 1. \| Marzio Bruseghin \| Italie \| en \| 28 min 55 s \| \| 2. \| Leonardo Piepoli \| Italie \| + \| 1 s \| \| 3. \| Danilo Di Luca \| Italie \| \| 8 s \| \| 4. \| David Zabriskie \| États-Unis \| \| 19 s \| \| 5. \| Franco Pellizotti \| Italie \| \| 22 s \| \| 6. \| Stefano Garzelli \| Italie \| \| 29 s \| \| 7. \| Evgueni Petrov \| Russie \| \| 31 s \| \| 8. \| Eddy Mazzoleni \| Italie \| \| 33 s \| \| 9. \| Damiano Cunego \| Italie \| \| 38 s \| \| 10. \| Andy Schleck \| Luxembourg \| \| 40 s \| |                   |            |    |             |
| 1. | Marzio Bruseghin  | Italie     | en | 28 min 55 s |
| 2. | Leonardo Piepoli  | Italie     | +  | 1 s         |
| 3. | Danilo Di Luca    | Italie     |    | 8 s         |
| 4. | David Zabriskie   | États-Unis |    | 19 s        |
| 5. | Franco Pellizotti | Italie     |    | 22 s        |
| 6. | Stefano Garzelli  | Italie     |    | 29 s        |
| 7. | Evgueni Petrov    | Russie     |    | 31 s        |
| 8. | Eddy Mazzoleni    | Italie     |    | 33 s        |
| 9. | Damiano Cunego    | Italie     |    | 38 s        |
| 10. | Andy Schleck      | Luxembourg |    | 40 s        |

## Classement général
| \| 1. \| Danilo Di Luca \| Italie \| en \| 57 h 11 min 28 s \| \| 2. \| Marzio Bruseghin \| Italie \| + \| 55 s \| \| 3. \| Andy Schleck \| Luxembourg \| \| 1 min 57 s \| \| 4. \| Damiano Cunego \| Italie \| \| 2 min 40 s \| \| 5. \| Francisco Vila Errandonea \| Espagne \| \| 2 min 44 s \| \| 6. \| David Arroyo \| Espagne \| \| 2 min 51 s \| \| 7. \| Evgueni Petrov \| Russie \| \| 3 min 11 s \| \| 8. \| Gilberto Simoni \| Italie \| \| 3 min 32 s \| \| 9. \| Emanuele Sella \| Italie \| \| 3 min 52 s \| \| 10. \| Eddy Mazzoleni \| Italie \| \| 3 min 53 s \| |                           |            |    |                  |
| 1. | Danilo Di Luca            | Italie     | en | 57 h 11 min 28 s |
| 2. | Marzio Bruseghin          | Italie     | +  | 55 s             |
| 3. | Andy Schleck              | Luxembourg |    | 1 min 57 s       |
| 4. | Damiano Cunego            | Italie     |    | 2 min 40 s       |
| 5. | Francisco Vila Errandonea | Espagne    |    | 2 min 44 s       |
| 6. | David Arroyo              | Espagne    |    | 2 min 51 s       |
| 7. | Evgueni Petrov            | Russie     |    | 3 min 11 s       |
| 8. | Gilberto Simoni           | Italie     |    | 3 min 32 s       |
| 9. | Emanuele Sella            | Italie     |    | 3 min 52 s       |
| 10. | Eddy Mazzoleni            | Italie     |    | 3 min 53 s       |

## Classements annexes
| Classement par points      | Total   |
| -------------------------- | ------- |
| Alessandro Petacchi Italie | 135 pts |
| Danilo Di Luca Italie      | 90 pts  |
| Paolo Bettini Italie       | 76 pts  |

| Classement de la montagne   | Total  |
| --------------------------- | ------ |
| Danilo Di Luca Italie       | 41 pts |
| Leonardo Piepoli Italie     | 35 pts |
| Luis Felipe Laverde Espagne | 23 pts |

| Classement du meilleur jeune | Total            | Total            |
| ---------------------------- | ---------------- | ---------------- |
| Andy Schleck Luxembourg      | 57 h 13 min 25 s | 57 h 13 min 25 s |
| Riccardo Riccò Italie        | +                | 4 min 57 s       |
| Domenico Pozzovivo Italie    |                  | 8 min 26 s       |

| Classement par équipes   | Total             | Total             |
| ------------------------ | ----------------- | ----------------- |
| Lampre-Fondital Italie   | 170 h 28 min 16 s | 170 h 28 min 16 s |
| Liquigas Italie          | +                 | 6 min 40 s        |
| Ceramica Panaria Irlande |                   | 13 min 11 s       |